# Posten Norge
Posten Norge (укр. Пошта Норвегії) — національний оператор поштового зв'язку Норвегії зі штаб-квартирою в Осло. Є державною акціонерною компанією, яка підпорядкована уряду Норвегії. Член Всесвітнього поштового союзу.
У листопаді 2018 року норвезька поштова служба Posten підписала угоду про співпрацю із компанією Buddy Mobility з Сан-Франциско про застосування робота-листоноші.